# Голяма Чинка
Голяма Чинка е село в Южна България. То се намира в община Крумовград, област Кърджали.

## География
Село Голяма Чинка се намира в планински район. Намира се на 233 км югоизточно от София. Землището на селото обхваща площ от 7.568 км2. Населението на Голяма Чинка наброява 228 жители.

## Население
Численост и дял на етническите групи според преброяването на населението през 2011 г.:
|                     | Численост | Дял (в %) |
| Общо                | 213       | 100,00    |
| Българи             | 0         | 0,00      |
| Турци               | 209       | 98,12     |
| Цигани              | 0         | 0,00      |
| Други               | 0         | 0,00      |
| Не се самоопределят | 0         | 0,00      |
| Неотговорили        | 2         | 0,93      |

## История
Край селото има останки от късноантична трикорабна базилика.